# David Boyd (directeur de la photographie)
Pour les articles homonymes, voir David Boyd (homonymie) et Boyd.
David R. Boyd, est un directeur de la photographie et réalisateur américain. 

## Biographie
David Boyd est membre de la prestigieuse American Society of Cinematographers. Il est connu pour son travail de directeur de la photographie sur les séries télévisées Firefly et The Walking Dead.